# Il principe e il povero (Tony Colombo)
Il principe e il povero è il diciottesimo album del cantante napoletano Tony Colombo, del 2011. Contiene nove brani inediti e quattro grandi successi riarrangiati. È stato prodotto dalla Seamusica, registrato e mixato da Espedito Barrucci alla Zeus Record e distribuito dalla Warner Music Italy.

## Tracce
1. Un giorno sarai mia
2. Ti guardo da lontano
3. Prima o poi
4. 'A cchiù bella 'nnammurata
5. Amami
6. Come i cartoni animati
7. Io dico no
8. 35 giorni
9. Cullami
10. La Regina dei sogni - (Con Emiliana Cantone)
11. Dimmi ancora che mi ami
12. Un altro amore dentro di te
13. Sott'e stelle

## Classifiche

### Album
| Classifica Italiana      | Massima posizione raggiunta |
| ------------------------ | --------------------------- |
| Classifica italiana FIMI | 16                          |